# Linia podstawowa
Linia podstawowa (ang. baseline) – granica, od której mierzy się szerokość morza terytorialnego i innych stref morskich danego państwa. Jest nią linia wybrzeża w stanie najdalszego odpływu lub granica zewnętrzna morskich wód wewnętrznych. W państwach archipelagowych jest to zewnętrzna granica wód archipelagowych. W przypadku mocno ukształtowanej linii brzegowej linię podstawową wytycza się z użyciem tzw. prostych podstawowych, łączących najdalej wysunięte punkty wybrzeża lub wysp przybrzeżnych. Długość pojedynczej prostej podstawowej nie powinna przekraczać 12 mil morskich (ograniczenie to nie dotyczy zatok historycznych danego państwa), a w przypadku wód archipelagowych 100 mil morskich.

## Linia podstawowa w Polsce
Dokładny przebieg linii podstawowej w Polsce określa Rozporządzenie Rady Ministrów z dnia 13 stycznia 2017 r. w sprawie szczegółowego przebiegu linii podstawowej, zewnętrznej granicy morza terytorialnego oraz zewnętrznej granicy strefy przyległej Rzeczypospolitej Polskiej.